# Катоптромантия
Катоптромантия (др.-греч. κάτοπτρον, kátoptron — зеркало и μαντεία, manteíā — «гадание»), также известная как каптромантия или эноптромантия, представляет собой гадание с использованием зеркала.
Павсаний, древнегреческий путешественник, описывал гадание-прошение при помощи зеркала у храма Цереры в Патрах: больной проситель смотрелся в зеркало, опущенное на воду, так, чтобы вода омывала его поверхность, и по виду отражения решал, сумеет ли выздороветь.
В Древнем Риме жрецов, использовавших катоптромантию, называли спекуляриями (лат. specularii).

## В популярной культуре
- «Война и мир» Льва Толстого
- «Белоснежка» братьев Гримм